# Gornji Lađevac
Gornji Lađevac falu Horvátországban, Károlyváros megyében. Közigazgatásilag Szluinhoz tartozik.

## Fekvése
Károlyvárostól 46 km-re délre, községközpontjától 5 km-re délkeletre, a Kordun területén fekszik.

## Története
A falu nevét az ősi Ladihović (Ladyhovich, Vladoyhovych) nemzetségről kapta, melynek birtokai a középkorban a Korana két partján, Szluin vidékén, a Glina és Klokoč forrásvidékén területek el. A települést először Ladanjsko poljo, illetve Lade kod Korane néven említik a glavinići ferences rendtartomány 1700-ban Zenggben kelt összeírásában. Lađevac néven egy 1711. augusztus 20-án Károlyvárosban kelt oklevélben szerepel először.
A falunak 1857-ben 619, 1910-ben 531 lakosa volt. Trianonig Modrus-Fiume vármegye Szluini járásához tartozott. 2011-ben 53 lakosa volt.

## Lakosság
| Lakosság változása | Lakosság változása | Lakosság változása | Lakosság változása | Lakosság változása | Lakosság változása | Lakosság változása | Lakosság változása | Lakosság változása | Lakosság változása | Lakosság változása | Lakosság változása | Lakosság változása | Lakosság változása | Lakosság változása | Lakosság változása |
| ------------------ | ------------------ | ------------------ | ------------------ | ------------------ | ------------------ | ------------------ | ------------------ | ------------------ | ------------------ | ------------------ | ------------------ | ------------------ | ------------------ | ------------------ | ------------------ |
| 1857               | 1869               | 1880               | 1890               | 1900               | 1910               | 1921               | 1931               | 1948               | 1953               | 1961               | 1971               | 1981               | 1991               | 2001               | 2011               |
| 619                | 617                | 509                | 277                | 185                | 531                | 482                | 275                | 147                | 550                | 480                | 237                | 829                | 561                | 76                 | 53                 |

## Nevezetességei
- Szent György vértanú tiszteletére szentelt római katolikus temploma 1776-ban épült a korábbi templom helyén. 1841-ben bővítették/ és újraszentelték. Főoltára 1877-ben készült, oltárképét Strossmayer püspök ajándékozta. A honvédő háború idején a templom súlyosan megrongálódott. 1992 tavaszán a szerbek felgyújtották, tetőzete és toronysisakja leégett, berendezése megsemmisült. Harangtornyát gránát találatok érték és súlyosan megrongálódott. Három harangja közül csak egy maradt épen, kettőt a bosnyák határ melletti Basara szerb faluban szállítottak. Oltárképét is eltulajdonították és megrongálták. A tető nélkül maradt templom boltozata az esőzések következtében teljesen átázott. Az épületben szerb zsoldosok malacot sütöttek. A falu visszafoglalása után nyomban megkezdődött a helyreállítás. 2002-ig elkészült az új tető és toronysisak, új ajtókat és ablakokat építettek be, megújult a teljes berendezés.
- A plébánia épületében 1913-ban Vučetić akkori plébános kápolnát építtetett homlokzatán fa harangtoronnyal. A szerb támadás idején a kápolna megsemmisült. Később teljesen helyreállították.